# والتر شتاين
والتر شتاين (بالألمانية: Walter Johannes Stein)‏ (و. 1891 – 1957 م) هو مؤلف، وفيلسوف، وكاتب نمساوي، ولد في فيينا، توفي في لندن، عن عمر يناهز 66 عاماً.